# Erythrogonia laeta
Erythrogonia laeta är en insektsart som beskrevs av Fabricius 1787. Erythrogonia laeta ingår i släktet Erythrogonia och familjen dvärgstritar. Inga underarter finns listade i Catalogue of Life.